# لوئیس فیزر
لوئیس فیزر (انگلیسی: Louis Fieser؛ ۷ آوریل ۱۸۹۹ – ۲۵ ژوئیهٔ ۱۹۷۷) یک دانشمند در زمینه شیمی آلی اهل ایالات متحده آمریکا بود.